# Герб нацистской Германии
Государственный орёл (нем. Der Reichsadler) — герб, который являлся официальным государственным символом нацистской Германии - официальное название страны до 1943 года Герма́нский Рейх (нем. Deutsches Reich), затем Великогерма́нский Рейх (нем. Großdeutsches Reich).
После того, как Адольф Гитлер пришёл к власти в 1933 году, орёл Веймарской республики был сохранён до 1935 года.
Находившаяся у власти НСДАП использовала в качестве своей эмблемы чёрного орла, державшего в лапах стилизованный дубовый венок, со свастикой в центре. Партия использовала орла, который смотрит на своё левое крыло и, будучи символом нацистской партии, он назывался Партийный орёл (нем. Parteiadler).

## Символ НСДАП в качестве национального герба
После 1935 года нацисты представили свой партийный символ в качестве национального герба.
Эта версия орла символизировала империю и поэтому называлась Государственным (Имперским) орлом (Reichsadler). Его можно отличить от Партийного орла по тому, что орёл смотрит на своё правое крыло.
Эмблема была учреждена декретом Адольфа Гитлера 1 ноября 1935 года:

Чтобы выразить единство партии и государства в том числе и в связи с их эмблемами, я решил:

Статья 1 Национальной эмблемой Империи становится эмблема Национал-социалистической немецкой рабочей партии.

Статья 2 Национальная эмблема вермахта остаётся нетронутой. 

Статья 3 Закон об Имперском гербе и императорском орле от 11.11.1919 г. (Reichsgesetzbl. Pg 1877) отменяется.

Статья 4 В соответствии с поручением фюрера, Имперским министром внутренних дел будут приняты правила, необходимые для осуществления статьи 1.
Фюрер и канцлер Адольф Гитлер
Положение о гербе империи от 5 ноября 1935 г.— 1935 Verordnung über das Hoheitszeichen des Reichs (05.11.1935)
7 марта 1936 года Гитлер добавил, что:

В правилах, касающихся Национальной эмблемы Империи от 5 ноября 1935 г., статью 1 изложить следующим образом: Государственным гербом Империи является свастика, окружённая дубовым венком, на дубовом венке расположен орёл с распростёртыми крыльями. Голова орла обращена вправо.
Фюрер и канцлер Адольф Гитлер
Декрет о разработке Национального герба Империи от 7 марта 1936 г.— 1936 Verordnung über die Gestaltung des Hoheitszeichens des Reichs (07.03.1936)